# Ludwik I de Bourbon-Montpensier
Ludwik de Burbon-Montpensier (1405 – maj 1486) - hrabia Montpensier, Clermont-en-Auvergne i Sancerre, delfin Owernii. Najmłodszy syn Jana I, księcia Burbonii, i jego żony - Marii de Berry. Jego starszym bratem był Karol I, książę Burbonii. 
W 1428 Ludwik poślubił Joannę I, delfinę Owernii, córkę i następczynię Berauda III, delfina Owernii i hrabiego Clermont-en-Auvergne. Po śmierci żony w 1436 Ludwik odziedziczył wszystkie jej tytuły (jego babką ze strony ojca była Anna d'Auvergne, córka delfina Berauda II). 5 lutego 1442 Ludwik ożenił się ponownie, tym razem z Gabrielą de la Tour (zm. 1486), córką Bertranda V de la Tour, hrabiego Owernii i Boulogne. Ludwik i Gabriella założyli młodszą gałąź Burbonów - ród Bourbon-Montpensier, która w 1505 ostatecznie odziedziczyła Burbonię, po wygaśnięciu głównej linii Burbonów. Para miała 4 dzieci:
- Gilberta, hrabiego Montpensier, vicekróla Neapolu (1443–1496),
- Jana (1445–1485),
- Gabrielę (1447–1516), hrabinę Benon, od 1485 żonę Ludwika de la Tremoille, księcia Talmond,
- Charlottę (1449–1478), od 1468 żonę Wolfarta van Borselen, hrabiego Grandpré i earla Buchan.

Po śmierci Ludwika jego tytuły odziedziczył jego syn - Gilbert.